# Nuwaiba

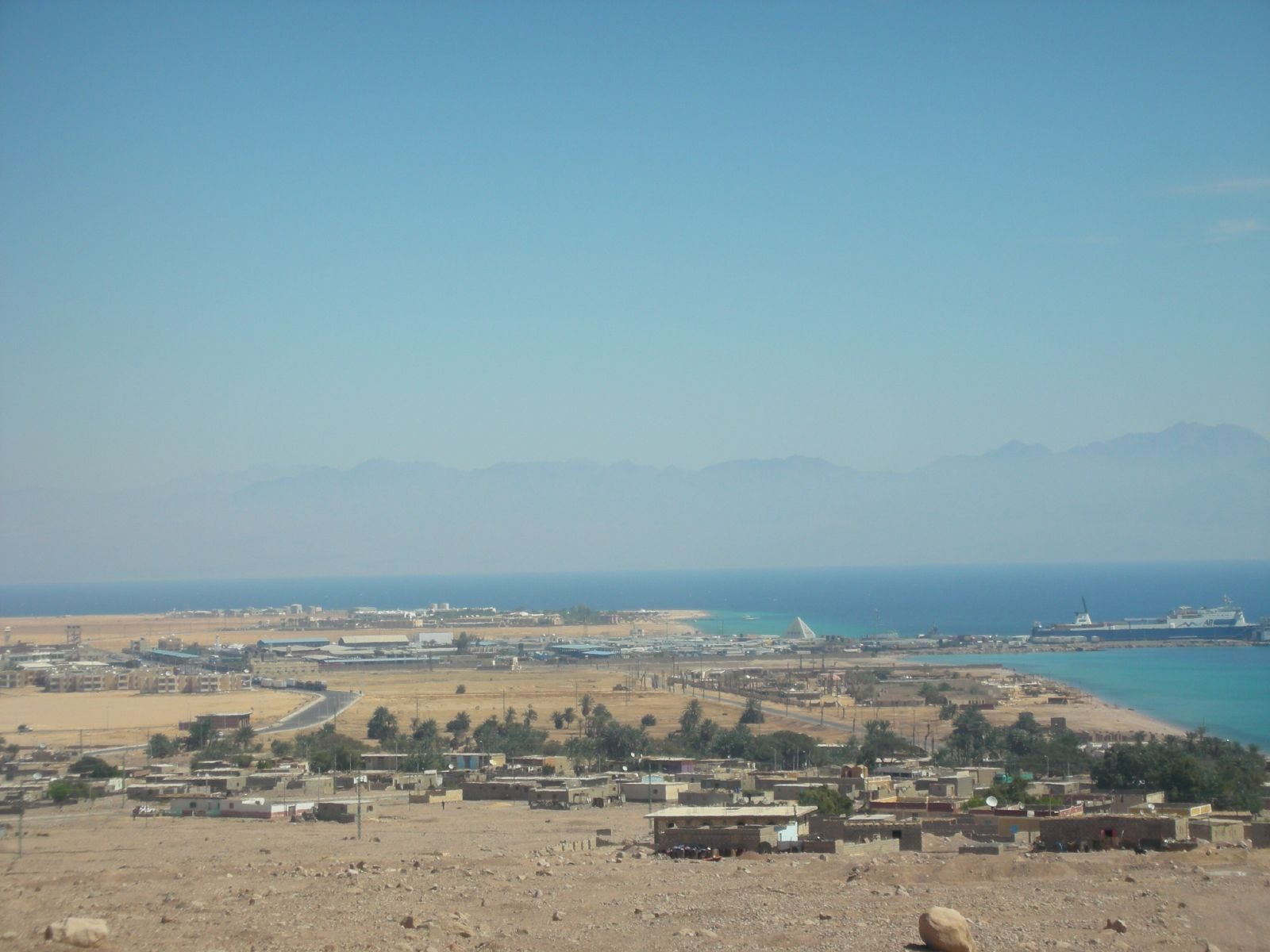
Hafen von Nuweiba

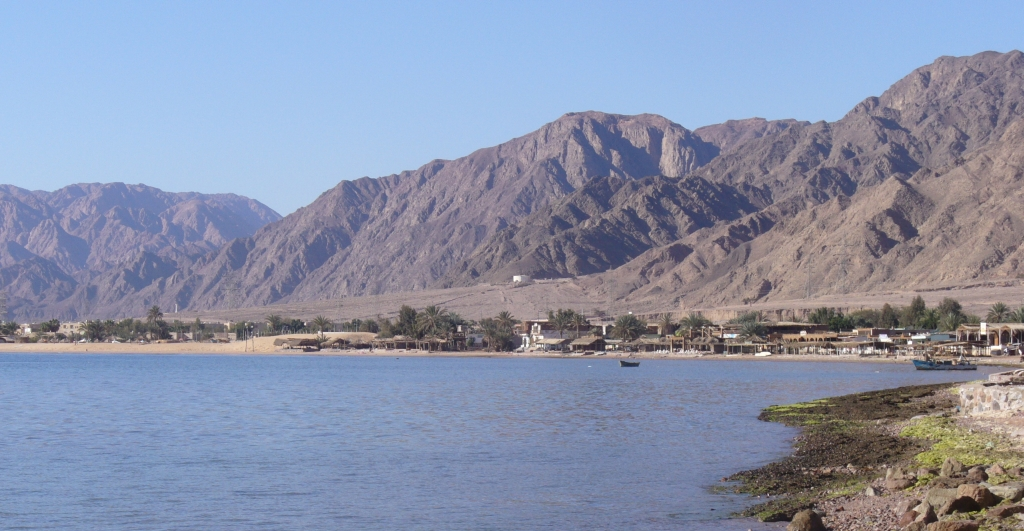
Nuweiba-Tarabeen

Nuwaiba (arabisch نويبع, Nuwaibaʿ; Schreibung im Deutschen auch Nuweiba) ist eine ägyptische Hafenstadt am Golf von Aqaba auf der östlichen Seite der Halbinsel Sinai.

## Geschichte
Der Ort selbst ging aus dem früheren Moschaw Neviot hervor, der während der israelischen Besetzung des Gebiets nach dem Sechstagekrieg im Jahr 1971 gegründet wurde.
1985 wurde der Hafen eröffnet. Besondere Bedeutung haben die Fährverbindungen nach Jordanien und Saudi-Arabien.

## Wirtschaft
Außer einigen Hotels gibt es vor Nuweiba zwei nach den Beduinenstämmen Tarabeen und Muzeina benannten Strände.
Es gibt zwei Fähren, die täglich nach Aqaba fahren. Sie werden vorwiegend von arabischen LKW-Fahrern und Reisenden genutzt, die per Truck, Bus oder Auto von Libyen und Ägypten nach Jordanien und Syrien unterwegs sind, außerdem von muslimischen Pilgern auf dem Weg nach Mekka und von Studienreise-Gruppen, die Jordanien und besonders die Felsenstadt Petra besuchen wollen.